# Geno Hartlaub
Geno Hartlaub (Pseudonym: Muriel Castorp; * 7. Juni 1915 als Genoveva Hartlaub in Mannheim; † 25. März 2007 in Hamburg) war eine deutsche Schriftstellerin.

## Leben
Geno Hartlaub war die Tochter des Kunsthistorikers und Museumsdirektors Gustav Friedrich Hartlaub. Sie wuchs in einem musisch geprägten Umfeld auf und besuchte die Odenwaldschule in Heppenheim, wo sie 1934 ihr Abitur machte. Da ihr Vater von den Nationalsozialisten als politisch missliebig seines Direktorpostens enthoben worden war, verweigerte man seiner Tochter das Studium an einer Hochschule. Sie absolvierte eine kaufmännische Lehre und war anschließend als Fremdsprachenkorrespondentin tätig. 1938 verbrachte sie studienhalber ein Jahr in Italien. 1939 wurde sie als Wehrmachthelferin dienstverpflichtet. Sie arbeitete als Hilfskraft bei Stäben in Frankreich und Norwegen, wo sie 1945 in norwegische Kriegsgefangenschaft geriet, aus der sie nach einem halben Jahr entlassen wurde.
Von 1945 bis 1948 war sie Lektorin bei der von Dolf Sternberger gegründeten Zeitschrift „Die Wandlung“ in Heidelberg. Anschließend arbeitete sie als freie Lektorin in verschiedenen Verlagen. In den 50er Jahren gab sie den literarischen Nachlass ihres verschollenen Bruders Felix Hartlaub heraus. Von 1962 bis 1975 war sie Redakteurin beim Deutschen Allgemeinen Sonntagsblatt in Hamburg, wo sie seitdem ihr Leben verbrachte.
Hartlaubs Werk umfasst in erster Linie Romane und Erzählungen, die anfangs von Krieg und Nachkriegszeit geprägt sind, später aber auch das Zusammenleben der Geschlechter zum Thema haben. Charakteristisch ist die häufige Vermischung von realistischer Alltagsbeschreibung mit der Schilderung märchenhaft-mythischer Traumwelten. Neben dem erzählerischen Werk verfasste die Autorin auch Bücher über ihre ausgedehnten Reisen und Hörspiele.
Geno Hartlaub gehörte zur Gruppe 47 und war seit 1956 Mitglied des PEN-Zentrums der Bundesrepublik Deutschland, seit 1960 der Freien Akademie der Künste in Hamburg und seit 1969 der Deutschen Akademie für Sprache und Dichtung in Darmstadt.

## Auszeichnungen
Sie erhielt 1988 den Alexander-Zinn-Preis des Senats der Freien und Hansestadt Hamburg, 1992 den Irmgard-Heilmann-Preis sowie 1995 anlässlich ihres 80. Geburtstags die Biermann-Ratjen-Medaille für ihre künstlerischen Verdienste um die Stadt Hamburg.

## Werke
- Die Entführung, Wien 1941.
- Noch im Traum. Geschichte des jungen Jakob Stellrecht. Hamburg 1943.[2]
- Anselm, der Lehrling, Hamburg 1947.
- Die Kindsräuberin, Hamburg 1947.
- Die Tauben von San Marco, Frankfurt 1953.
- Der große Wagen, Frankfurt 1954.
- Windstille vor Concador, Frankfurt 1958.
- Gefangene der Nacht, Hamburg 1961.
- Mütter und ihre Kinder, Heidelberg 1962.
- Der Mond hat Durst, Hamburg 1963.
- Die Schafe der Königin, Hamburg 1964.
- Unterwegs nach Samarkand, Hamburg 1965.
- Nicht jeder ist Odysseus, Hamburg 1967.
- Gäste im „Stern“, Freiburg 1969.
- Rot heißt auch schön, Hamburg 1969.
- Eine Frau allein in Paris, Witten 1970.
- Leben mit dem Sex, Gütersloh 1970 (unter dem Namen Muriel Castorp).
- Lokaltermin Feenteich, München 1972.
- Wer die Erde küßt, München 1975.
- Das Gör, Hamburg 1980.
- Freue dich, du bist eine Frau, Freiburg 1983.
- Die gläserne Krippe, Freiburg 1984.
- Muriel, Bern [u. a.] 1985.
- Noch ehe der Hahn kräht, Freiburg 1985.
- Die Uhr der Träume, Bern 1986.
- Einer ist zuviel, Hamburg 1989.
- Der Mann, der nicht nach Hause wollte, München 1995.

Autobiografie
- Sprung über den Schatten. Orte, Menschen, Jahre. Erinnerungen und Erfahrungen, Scherz, Bern 1984.

## Herausgeberschaft
- Scheherezade erzählt, Stuttgart 1949.
- Felix Hartlaub: Von unten gesehen, Stuttgart 1950.
- Felix Hartlaub: Das Gesamtwerk, Frankfurt am Main 1955.
- Clemens Brentano: Werke in einem Band, Hamburg 1964.
- Unser ganzes Leben, München 1966.

## Übersetzungen
- Ugo Betti: Im Schatten der Piera Alta, Bamberg 1951 (übersetzt zusammen mit Carl M. Ludwig).
- Jean Genet: Der Balkon, Hamburg 1966 (übersetzt zusammen mit Georg Schulte-Frohlinde).

## Belege
1. ↑  Gisela Brinker-Gabler, Karola Ludwig, Angela Wöffen: Lexikon deutschsprachiger Schriftstellerinnen 1800–1945. dtv München, 1986. ISBN 3-423-03282-0. S. 126.
2. ↑  Der Name der Titelfigur verbirgt einen politischen Scherz. In der Liste des NS-Reichstags 1933 – 1945, der keinerlei Bedeutung hatte, folgte auf einen "Sporrenberg, Jakob" unmittelbar "Stellrecht, Dr. Helmut". Zieht man die beiden Namensteile dieser Nazi-Gestalten zusammen, kommt man auf Hartlaubs Untertitel. – Das Buch wurde erst nach dem Krieg ausgeliefert, wegen der militärischen Lage

| Personendaten    | Personendaten                                                 |
| ---------------- | ------------------------------------------------------------- |
| NAME             | Hartlaub, Geno                                                |
| ALTERNATIVNAMEN  | Castorp, Muriel (Pseudonym); Hartlaub, Genoveva (Geburtsname) |
| KURZBESCHREIBUNG | deutsche Schriftstellerin                                     |
| GEBURTSDATUM     | 7. Juni 1915                                                  |
| GEBURTSORT       | Mannheim                                                      |
| STERBEDATUM      | 25. März 2007                                                 |
| STERBEORT        | Hamburg                                                       |